# Boris Lossky
Boris Lossky (1905-2001) est un historien de l'art et conservateur du patrimoine français d'origine russe.

## Biographie
Natif de Pétrograd, Boris Nikolaevitch Lossky quitte la Russie avec sa famille, sans doute à la suite de la révolution de 1917.
En  1947, il est recruté comme conservateur en charge des musées de Tours, Amboise et Richelieu. Il s'attèle notamment à la réfection du palais épiscopal, qui accueille le Musée des Beaux-Arts de Tours. Il y organise de nombreuses expositions.
En février 1965, il quitte son poste à Tours pour prendre la direction du château de Fontainebleau.
Il a publié de nombreux travaux de recherche, et notamment une synthèse sur Le Maniérisme en France et en Europe du Nord (1979).
Il meurt le 31 mai 2001.

## Distinction
- Chevalier de la Légion d'honneur
- Officier de l'ordre des Arts et des Lettres

## Ouvrages
- Boris Lossky, L’Art français et l'Europe aux XVIIe et XVIIIe siècles : exposition juin-octobre 1958, Paris, Éditions des musées nationaux, 1958, 131 p., 20 cm (OCLC 716310191, lire en ligne), p. 30
- Boris Lossky, Azay-le-Ferron : notice historique et descriptive, Paris, A. Barry, coll. « Monographies des châteaux de France », 1958, 36 p.

## Documentation
Une partie de ses archives est déposée à l'Institut national d'histoire de l'art.